# Веселий Поділ (станція)
Весе́лий Поді́л — проміжна залізнична станція 4-го класу Полтавської дирекції Південної залізниці на неелектрифікованій лінії Кременчук — Ромодан. Розташована в селищі Семенівка Кременчуцького району Полтавської області.

## Історичні відомості
Станція відкрита 1887 року, одночасно з відкриттям руху поїздів залізничною лінією Кременчук — Ромодан (завдожки 200 верст).

## Пасажирське сполучення
На станції Веселий Поділ зупиняються приміські поїзди сполученням Кременчук — Ромодан / Гадяч та єдиний нічний швидкий поїзд № 129/130 сполучення Кременчук — Чернівці.
| Рух поїздів по станції Веселий Поділ (станом на 2018/2019 рр.) |                            |                          |
| №                                                              | Маршрут сполучення         | Періодичність курсування |
| Далеке сполучення                                              |                            |                          |
| 669/670                                                        | Кременчук — Бахмач         | Щоденно, крім вівторків  |
| Приміське сполучення                                           |                            |                          |
| 6688/6687                                                      | Ромодан — Крюків-на-Дніпрі | Щоденно                  |
| 6683/6684                                                      | Кременчук — Ромодан        | Щоденно                  |
| 6893/6894                                                      | Кременчук — Веселий Поділ  | Щоденно                  |
| 6894/6893                                                      | Веселий Поділ — Кременчук  | Щоденно                  |
| 6684/6683                                                      | Ромодан — Кременчук        | Щоденно                  |
| 6668/6667                                                      | Кременчук — Хорол          | Щоденно                  |
| 6668/6667                                                      | Хорол — Кременчук          | Щоденно                  |
| 6687/6688                                                      | Кременчук — Ромодан        | Щоденно                  |

У 2010-роках через станцію прямували поїзди далекого сполученням (наразі скасовані):
- Дніпропетровськ — Санкт-Петербург
- Дніпропетровськ — Мінськ
- Кременчук — Київ
- Одеса — Москва.

## Галерея

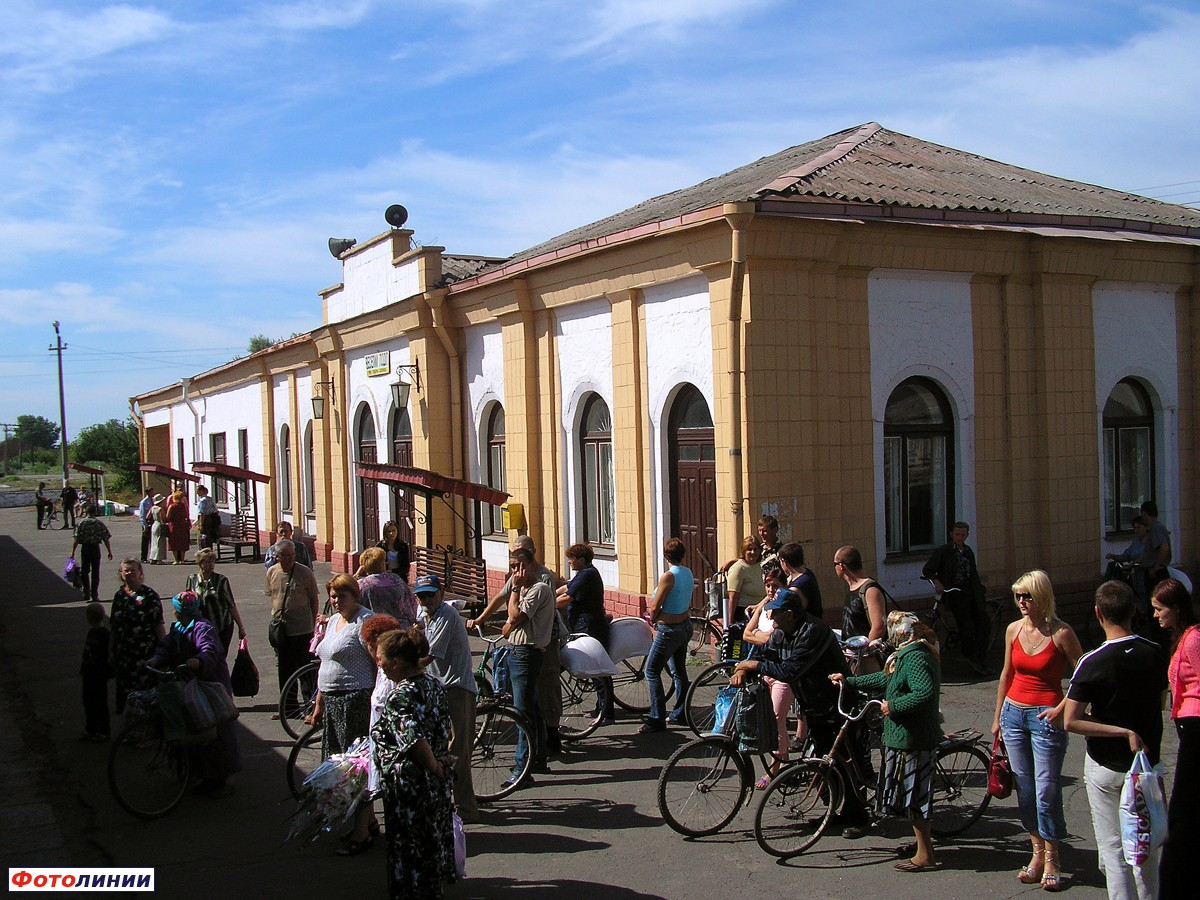
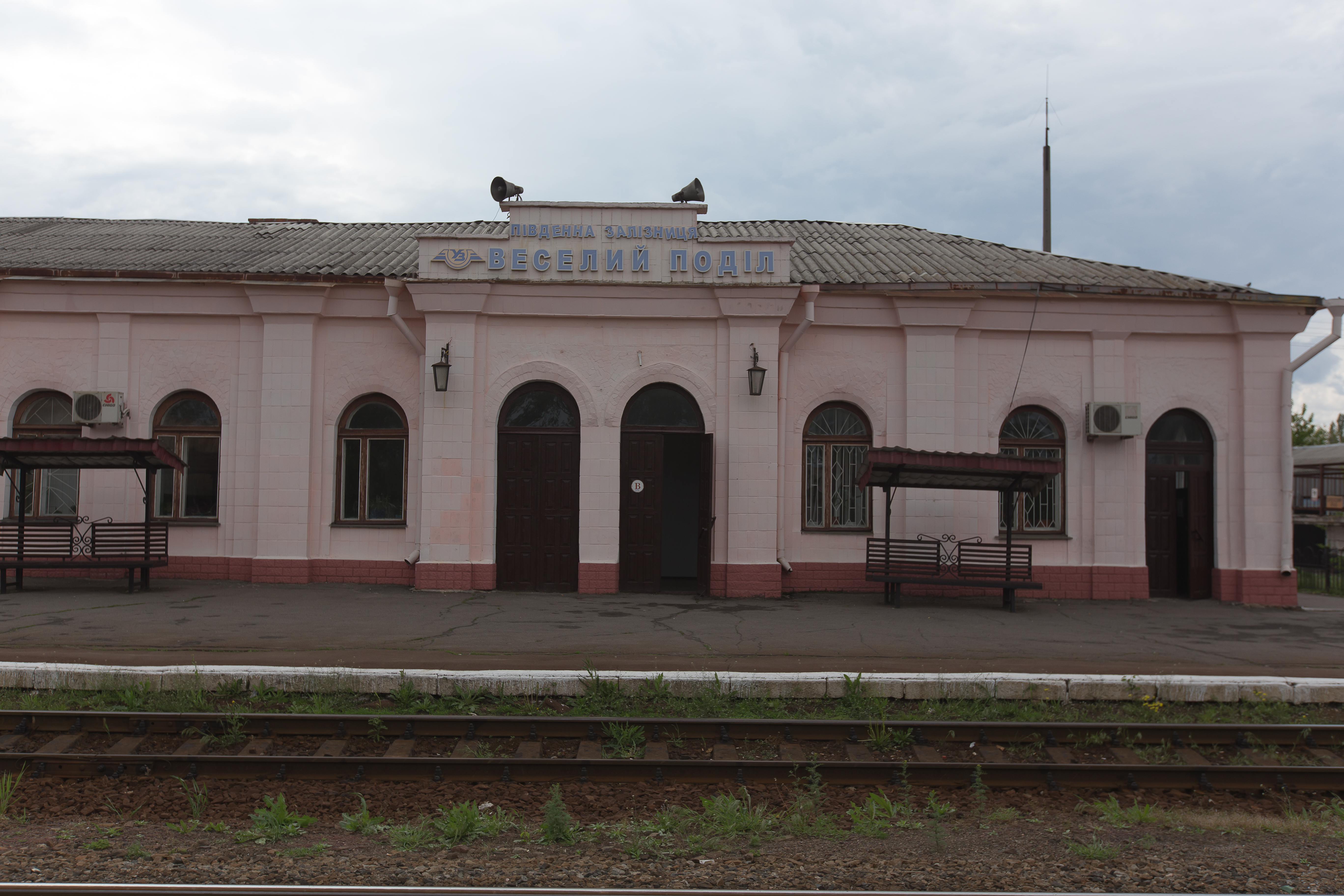
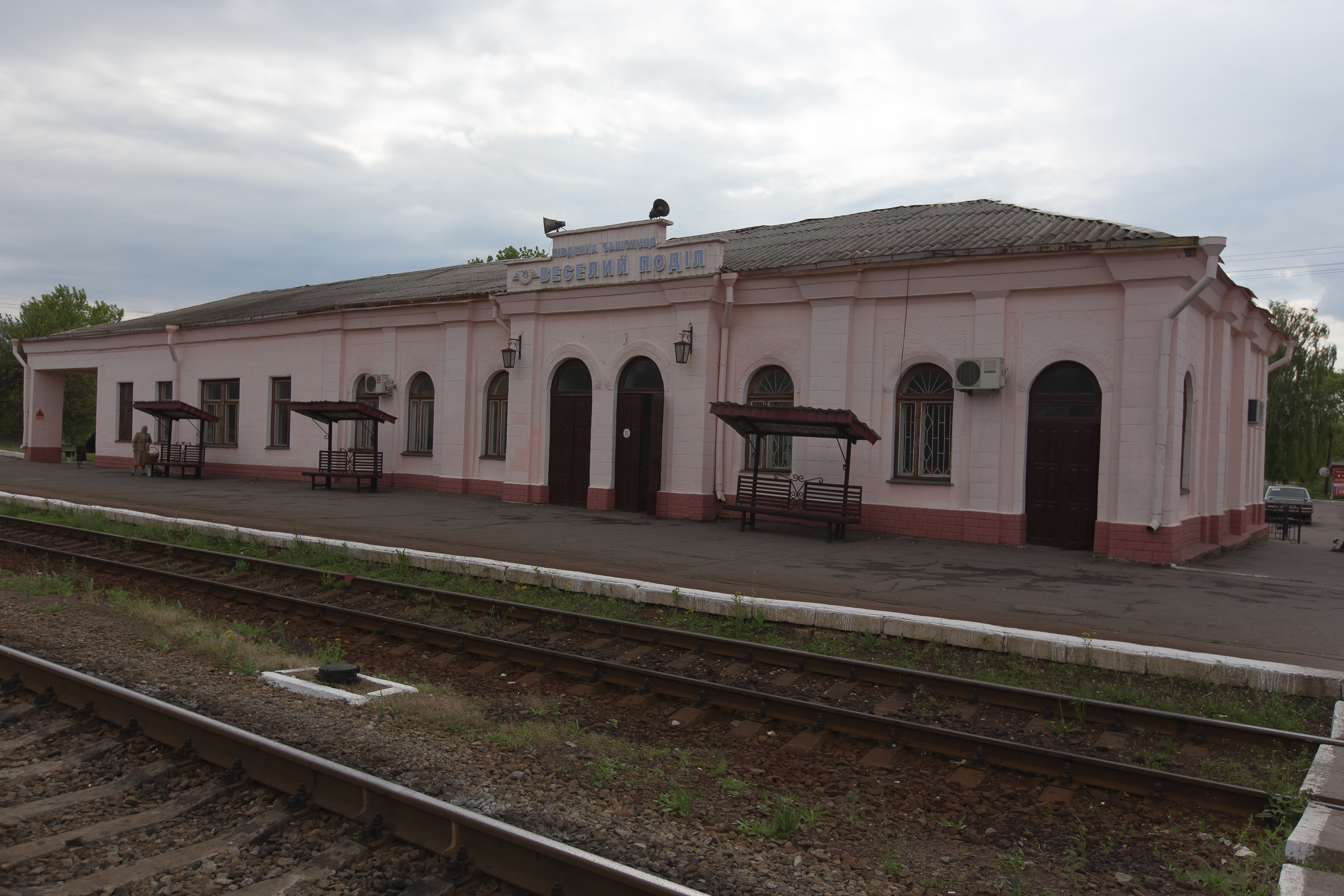
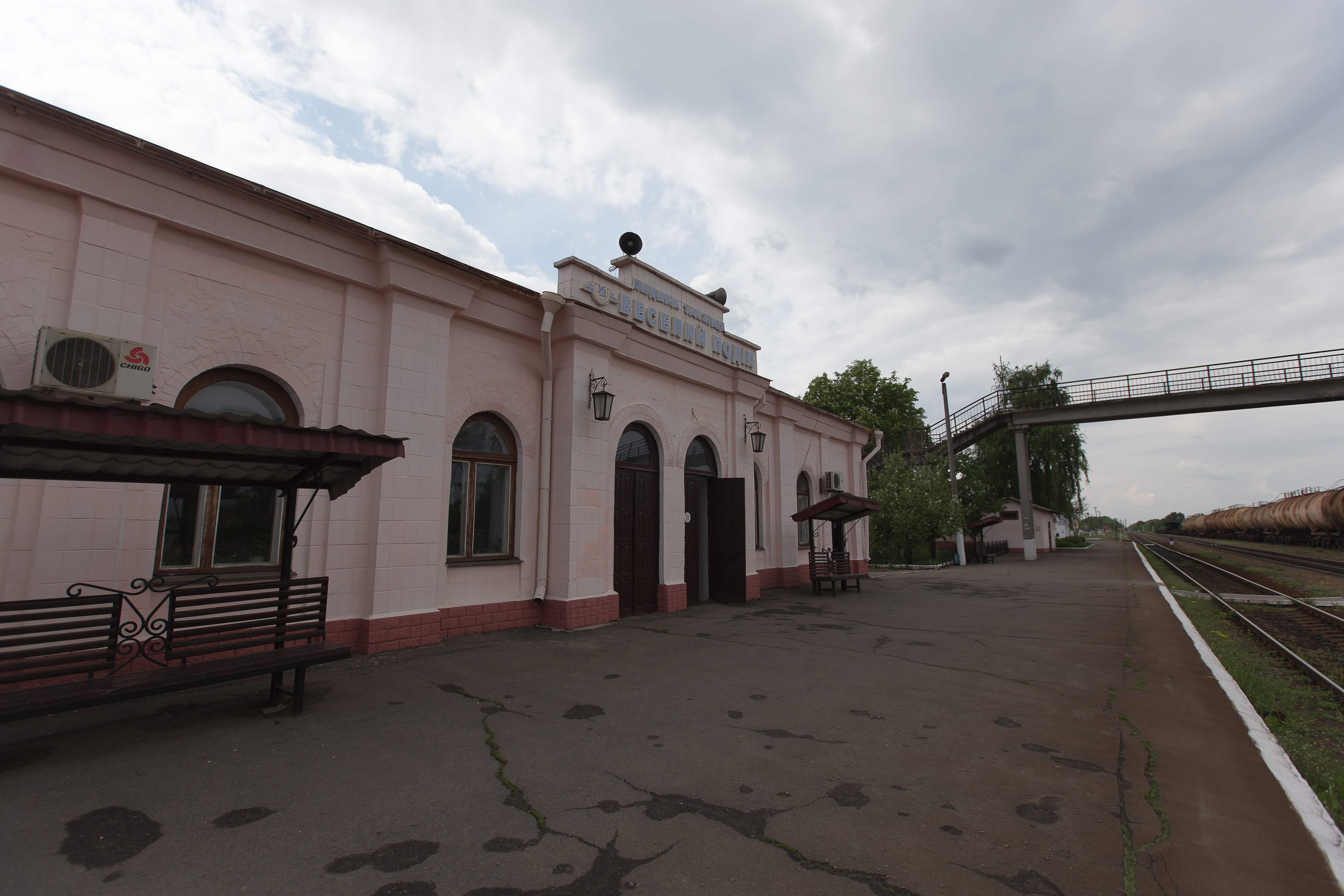
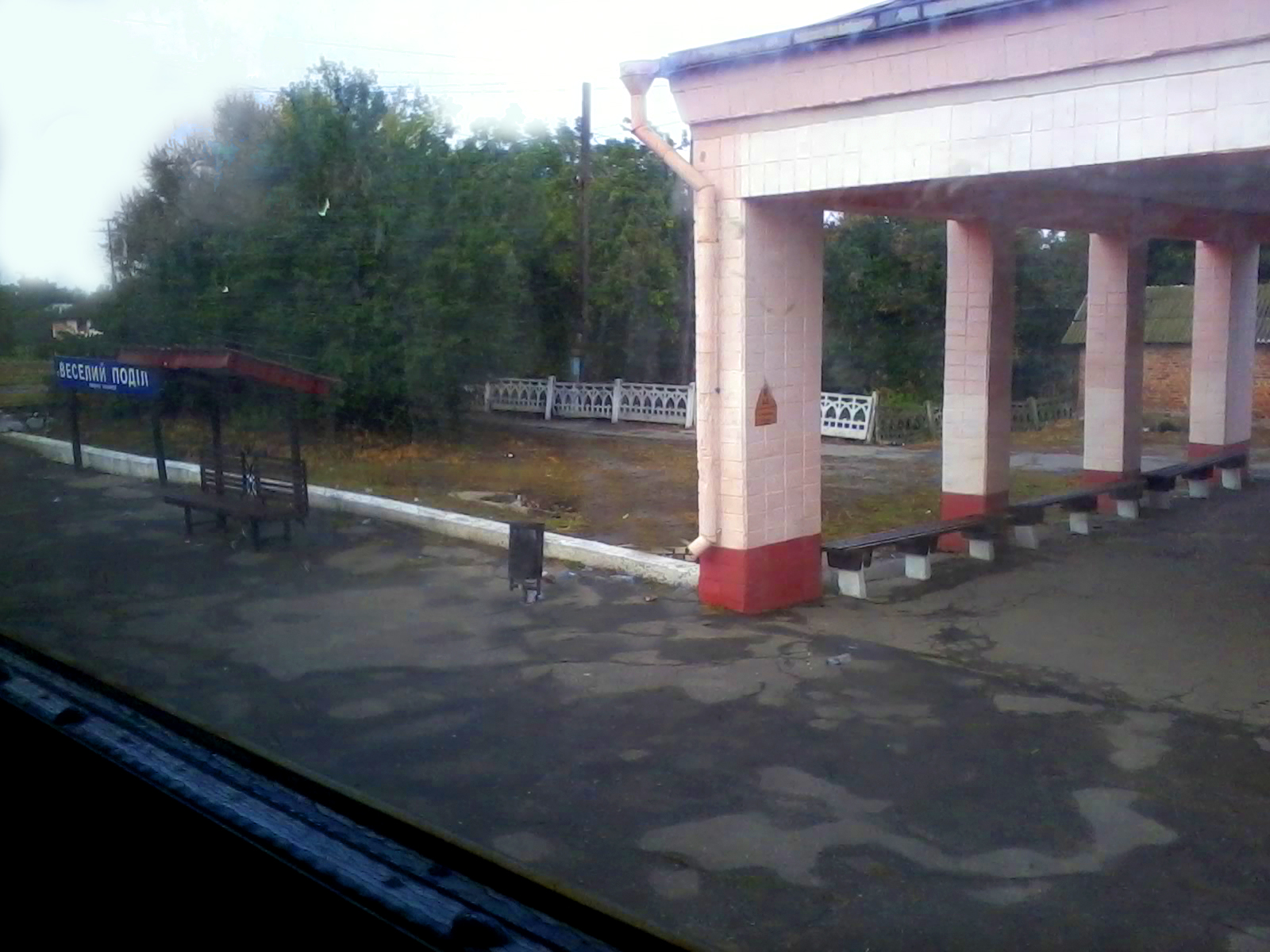